# Rävsvansmossa
Rävsvansmossa (Thamnobryum alopecurum) är en bladmossart som beskrevs av Nieuwland och Hirendra Chandra Gangulee 1976. Rävsvansmossa ingår i släktet rävsvansmossor, och familjen Neckeraceae. Arten är reproducerande i Sverige. Inga underarter finns listade i Catalogue of Life.
Det finns tre olika rävsvansmossarter funna i Sverige. Utöver rävsvansmossa är det "grov rävsvansmossa" (T. subserratum) och "trubbig rävsvansmossa" (T. neckeroides). De två sistnämnda är relativt nyupptäckta i landet.

## Förekomst
Rävsvansmossa förekommer i kustnära områden. I Sverige förekommer den mindre allmänt i de västra landskapen från Skåne till Värmland och även i Norge är det framför allt på västkusten den återfinns. I övriga Norden finns den på Färöarna och Island men är sällsynt i Danmark och Finland. Globalt omfattar utbredningsområdet stora delar av Europa, Nordafrika och delar av Asien.

## Växtplats
Mossan växer i sydvästra Sverige på både kalkhaltiga och kalkfattiga skuggade berg- och klippsidor med hög fuktighet. I östra Sverige växer den på enbart kalkhaltig berggrund. Den är en av de få mossor som kan påträffas på botten av sjöar med klart vatten som i Vättern ner till 30 meters djup.

## Kännetecken
Rävsvansmossan bildar luckra mörkgröna mattor på stenar och berg- och klippväggar i skuggiga miljöer med krypande primärskott och upprätta sekundärskott som kan vara upp till 10 centimeter långa och är överst trädlikt förgrenade med 3–4 centimeter långa utstående grenar där grenverket bildar svagt plattade plymer. Stambladen är triangulära och spetsiga medan grenbladen är ovala, svagt kupade, uddspetsade och med grova, såglika tänder i bladspetsen. Cellerna i bladmitten är 10-17 × 8-12 µm. Arten är skildkönad och kapslar är sällsynta. Kapselskaften är 10–15 millimeter långa.
I regel är mossan lätt att känna igen i fält men kan misstas för någon av de andra rävsvansmossorna eller palmmossa (Climacium dendroides), som dock har en mer allsidig förgrening (mer lik en palm), mer långsmala celler och blad som är rundspetsade och inte uddspetsade. Små exemplar kan påminna om råttsvansmossa (Isothecium alopecuroides), men denna har fintandade bladkanter.

## Bildgalleri

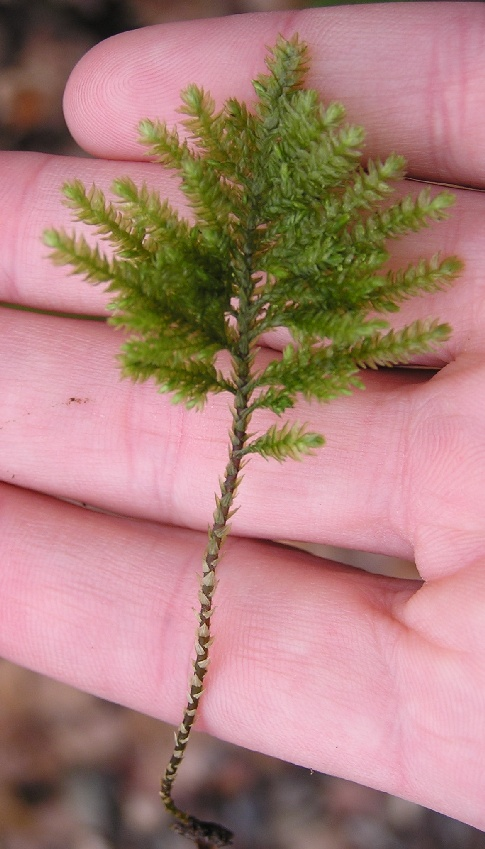
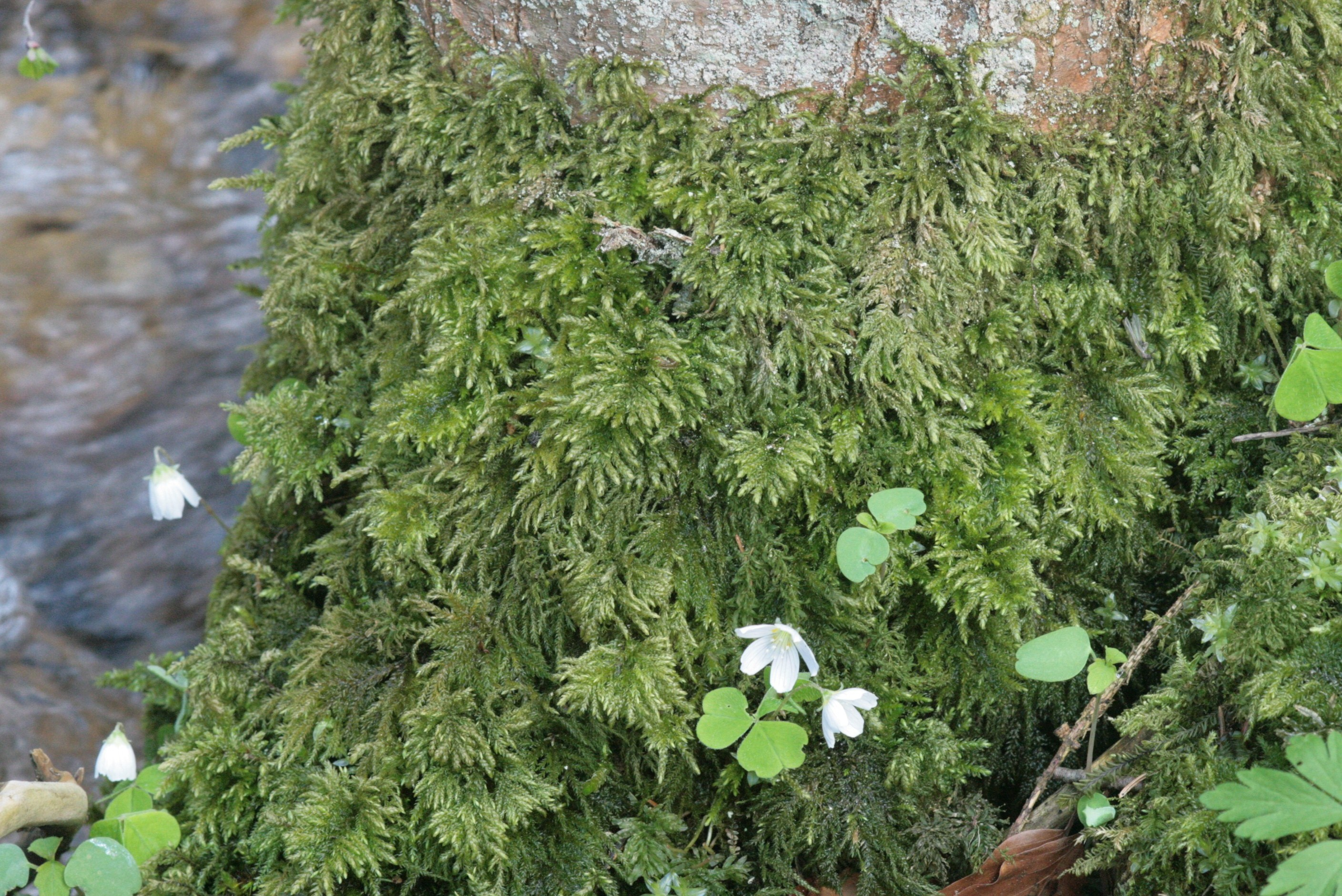
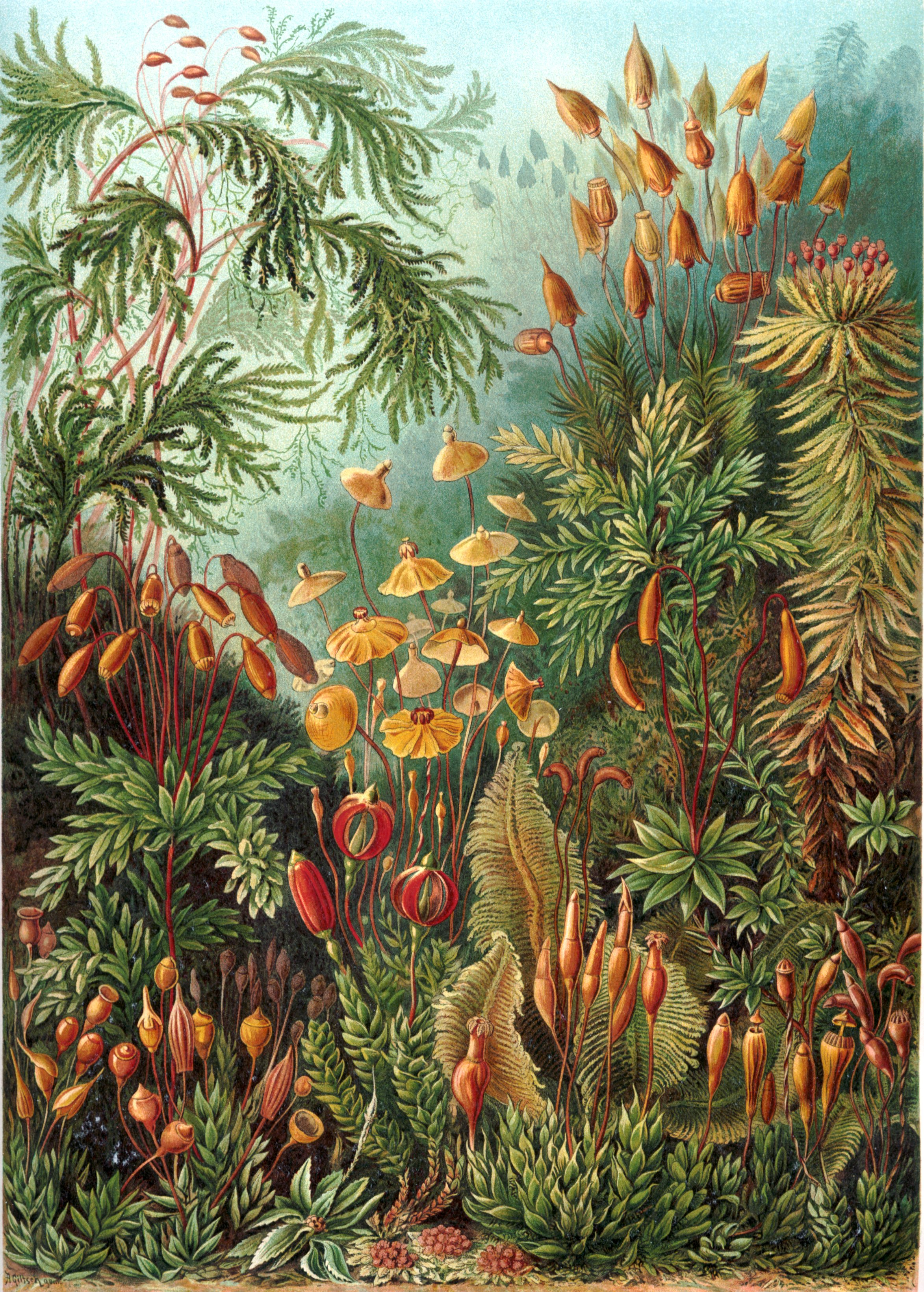
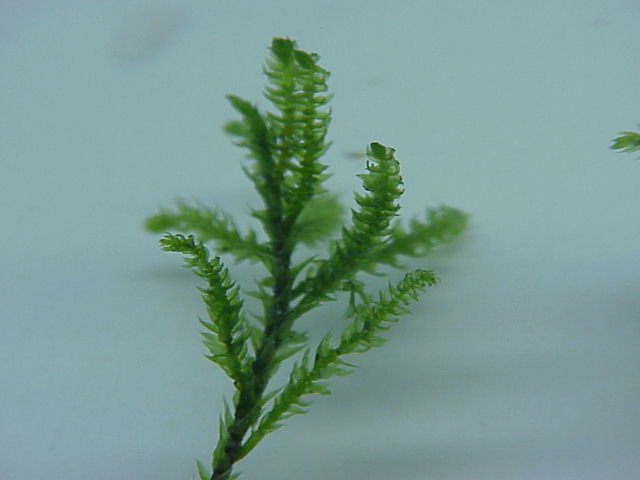
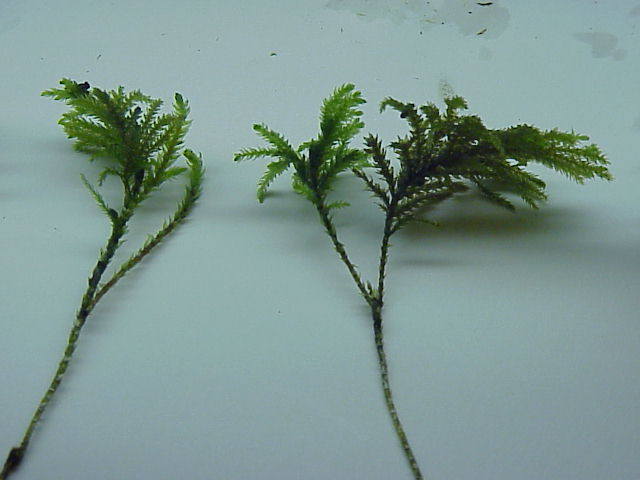